# Kyaw Zaw
Kyaw Zaw (en birmano: ‌ကျော်ဇော; Hsaingzu, distrito de Tharrawaddy, Birmania británica, 3 de diciembre de 1919 - Kunming, Yunnan, China, 10 de octubre de 2012) fue uno de los fundadores del Tatmadaw (el ejército birmano moderno) y un miembro de los legendarios "Treinta Camaradas" que se formó en Japón en la lucha por la independencia de Gran Bretaña. También fue uno de los dirigentes del Partido Comunista de Birmania que vivieron en el exilio en la provincia de Yunnan, China.
Zaw murió el 10 de octubre de 2012 en un hospital de Kunming, capital de Yunnan, China a la edad de 92 años.